# Getoogd

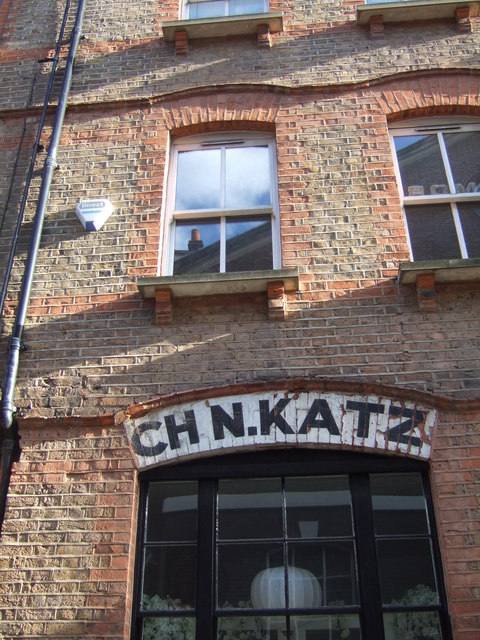
Getoogde muuropeningen

Een getoogd venster, portaal, enzovoorts, is een muuropening waarvan de bovenkant een gebogen vorm heeft, waarbij die opening aan de zijkanten van de boog overgaat met een knik in het verticale deel van de muuropening. Deze knik heeft een stompe hoek.
In de meeste gevallen wordt de gebogen vorm van de bovenzijde van een getoogde muuropening gevormd door een segmentboog die voor de overspanning zorgt. Een andere mogelijkheid is een getoogde strek.
Getoogde muuropeningen zijn onder meer getoogde vensters, portalen, poorten, galmgaten.